# Società Polisportiva del Littorio Alma Juventus Fano 1938-1939
Questa voce raccoglie le informazioni riguardanti la Società Polisportiva del Littorio Alma Juventus Fano nelle competizioni ufficiali della stagione 1938-1939.

## Rosa
| N. |                   | Ruolo | Calciatore         |
| -- | ----------------- | ----- | ------------------ |
|    | Italia (bandiera) |       | Enzo Bacciocchi    |
|    | Italia (bandiera) |       | Dante Bergamaschi  |
|    | Italia (bandiera) |       | Italo Bettarini    |
|    | Italia (bandiera) | A     | Bruno Biagiotti    |
|    | Italia (bandiera) |       | Giovanni Businaro  |
|    | Italia (bandiera) |       | Giuseppe Capanni   |
|    | Italia (bandiera) | C     | Antonio Caracciolo |
|    | Italia (bandiera) |       | Mario Coronati     |
|    | Italia (bandiera) | C     | Ugo Giovanardi     |

| N. |                   | Ruolo | Calciatore       |
| -- | ----------------- | ----- | ---------------- |
|    | Italia (bandiera) | P     | Enzo Mei         |
|    | Italia (bandiera) |       | Osvaldo Pagnini  |
|    | Italia (bandiera) |       | Marino Piersanti |
|    | Italia (bandiera) |       | Uber Pironti     |
|    | Italia (bandiera) |       | Dante Servadio   |
|    | Italia (bandiera) |       | Nicola Titto     |
|    | Italia (bandiera) |       | Antonio Velcich  |
|    | Italia (bandiera) | D     | Gino Viroli      |